# Mycena metata
Mycena metata es una especie de hongo basidiomicetos,  de la familia Mycenaceae, perteneciente al género Mycena.

## Sinónimos
- Agaricus collariatus (Havniae, 1818)
- Agaricus metatus (Lundae, 1821)
- Mycena collariata (Quél, 1872)
- Mycena filopes var. metata (Arnolds, 1982)